# Cassiel Rousseau
Cassiel Rousseau Forwood (Brisbane, 4 febbraio 2001) è un tuffatore e ginnasta australiano.

## Biografia
Nipote di Michel Rousseau, pistard francese medaglia d'oro nella velocità alle Olimpiadi di Melbourne 1956, inizialmente si è cimentato nella ginnastica, gareggiando per la Robertson Gymnastics Academy. Nel 2017 ha intrapreso la carriera di tuffatore.
Ai mondiali di Gwangju 2019 è giunto nono nel concorso della piattaforma 10 metri e quinto nella gara a squadre mista. Nel 2023 ha conquistato la medaglia d'oro nella piattaforma 10 metri ai mondiali di Fukuoka.
Nei successivi mondiali di Doha 2024, ha partecipato all'evento sincro della piattaforma 10m con Domonic Bedggood, chiudendo 5° in finale. Nella gara a squadre, invece, Rousseau si è aggiudicato la medaglia di bronzo alle spalle di Cina e Messico. 
Alle Olimpiadi di Parigi 2024, la coppia Rousseau/Bedggood ha terminato al 6º posto nella gara sincro della piattaforma 10m; nell'individuale, Rousseau ha terminato ai piedi del podio con 481 punti. Ai mondiali di Singapore del 2025 sale sul secondo gradino del podio nel sincro 3 m misto, in coppia con Maddison Keeney, e vince per la seconda volta in carriera l'oro nella piattaforma 10 metri.

## Palmarès
- Mondiali

Fukuoka 2023: oro nella piattaforma 10m.
Doha 2024: bronzo nella squadra mista.
Singapore 2025: oro nella piattaforma 10m, argento nel sincro misto 3m.
- Giochi del Commonwealth

Birmingham 2022: oro nella piattaforma 10m, bronzo nel sincro 10m e nel sincro 10m misti.

## Riconoscimenti
- Atleta dell'anno World Aquatics: 2023